# Dämstasjön
Dämstasjön är en sjö i Kramfors kommun i Ångermanland och ingår i Ångermanälvens huvudavrinningsområde. Sjön är 19 meter djup, har en yta på 0,917 kvadratkilometer och är belägen 20 meter över havet. Sjön avvattnas av vattendraget Loån (Viättån). Vid provfiske har bland annat abborre, braxen, gers och gädda fångats i sjön.

## Delavrinningsområde
Dämstasjön ingår i det delavrinningsområde (699670-160206) som SMHI kallar för Utloppet av Dämstasjön. Medelhöjden är 65 meter över havet och ytan är 10,15 kvadratkilometer. Räknas de 29 avrinningsområdena uppströms in blir den ackumulerade arean 154,31 kvadratkilometer. Loån (Viättån) som avvattnar avrinningsområdet har biflödesordning 2, vilket innebär att vattnet flödar genom totalt 2 vattendrag innan det når havet efter 5,3 kilometer. Avrinningsområdet består mestadels av skog (58 procent), öppen mark (14 procent) och jordbruk (15 procent). Avrinningsområdet har 0,92 kvadratkilometer vattenytor vilket ger det en sjöprocent på 9 procent.

## Fisk
Vid provfiske har följande fisk fångats i sjön:
- Abborre
- Braxen
- Gärs
- Gädda
- Lake
- Löja
- Mört
- Nors